# Seznam skupin hroščev
Seznam skupin hroščev klasificira podskupine v redu Coleoptera (hrošči) do nivoja družine glede na sistem v American Beetles, vol. 2 (2002) za vse severnoameriške družine in glede na Lawrence & Newton (1995) za družine izven Severne Amerike. Nekaj poddružin, družin in sinonimov, ki so tu prikazani, je bilo od objave že reklasificiranih. Splošno uporabljena imena se lahko v slovenskem jeziku razlikujejo od spodaj navedenih ali pa še niso določena.
Red Coleoptera (hrošči)
- Podred Adephaga (mesojedi hrošči) - Schellenberg, 1806
  - Amphizoidae - LeConte, 1853
  - Carabidae (krešiči ali karabidi) - Latreille, 1802  
    - Cicindelinae, prej Cicindelidae (brzci ali peščenarji) - Latreille, 1802 Dytiscus latissimus, kozaki (Dytiscidae)
    - Paussinae, prej Paussidae (kijorožci) - Latreille, 1807

  - Dytiscidae (kozaki) - Leach, 1815
  - Gyrinidae (kolovrti) - Latreille, 1802
  - Haliplidae (vodoskoki) - Aube, 1836
  - Hygrobiidae - Régimbart, 1878 (1837)
  - Noteridae - C.G. Thomson, 1860
  - Rhysodidae - Laporte,  1840
  - Trachypachidae - C.G. Thomson, 1857
- Podred Archostemata - Kolbe, 1908
  - Crowsoniellidae - Iablokoff-Khnzorian, 1983
  - Cupedidae - Laporte, 1836
  - Micromalthidae - Barber, 1983
  - Ommatidae - Sharp in Muir, 1912
- Podred Myxophaga - Crowson, 1955
  - Hydroscaphidae - LeConte, 1874
  - Lepiceridae - Hinton, 1936
  - Sphaeriusidae - Erichson,  1845 (= Microsporidae: Bulletin of Zoological Nomenclature 57(3): 182-184.)
  - Torridincolidae - Steffan, 1964
- Podred Polyphaga (vsejedi hrošči) - Emery, 1886
  - Infrared Bostrichiformia - Forbes, 1926
    - Naddružina Bostrichoidea - Latreille, 1802
      - Anobiidae (trdoglavci) - Fleming, 1821Tobakar (Priacma serrata), trdoglavci (Anobiidae)
        - Ptininae, prej Ptinidae (zmikavti) - Latreille, 1802

      - Bostrichidae (lesovrti ali kutarji) - Latreille, 1802
        - Lyctinae, prej Lyctidae (liktidi) - Billberg, 1820
        - Endecatominae, prej Endecatomidae - LeConte, 1861

      - Dermestidae (slaninarji oz. kožojedi) - Latreille, 1804 Preprogar Anthrenus schropulariae, slaninarji (Dermestidae) Koloradski hrošč Leptinotarsa decemlineata, pravi lepenci (Chrysomelidae)
        - Thorictinae, prej Thorictidae - Agassiz, 1846

      - Jacobsoniidae - Heller, 1926
      - Nosodendridae - Erichson, 1846

    - Naddružina Derodontoidea - LeConte, 1861
      - Derodontidae - LeConte, 1861

  - Infrared Cucujiformia (kukujiformiji) - Lameere, 1938
    - Naddružina Chrysomeloidea (lepenci) - Latreille, 1802
      - Cerambycidae (kozlički) - Latreille, 1802
      - Chrysomelidae (pravi lepenci) - Latreille, 1802
        - Cassidini, prej Cassidinae (žitarke)
        - Bruchinae, prej Bruchidae (semenarji) - Latreille, 1802

      - Megalopodidae - Latreille, 1802
      - Orsodacnidae - C. G. Thomson, 1869

    - Naddružina Cleroidea - Latreille, 1802
      - Acanthocnemidae - Crowson, 1964
      - Chaerosomatidae - Crowson, 1952
      - Cleridae (pisanci) - Latreille, 1802
      - Melyridae (mehkokrili cvetni hrošči) - Leach, 1815
      - Phloiophilidae - Kiesenwetter, 1863
      - Phycosecidae - Crowson, 1952
      - Prionoceridae - Lacordaire, 1857
      - Trogossitidae - Latreille, 1802

    - Naddružina Cucujoidea (kukujoidi) - Latreille, 1802
      - Alexiidae - Imhoff, 1856
      - Biphyllidae - LeConte, 1861
      - Boganiidae - Sen Gupta in Crowson, 1966
      - Bothrideridae - Erichson, 1845
      - Byturidae (malinarji) - Jacquelin du Val, 1858
      - Cavognathidae - Sen Gupta in Crowson, 1966
      - Cerylonidae - Billberg, 1820
      - Coccinellidae (polonice) - Latreille, 1807 Sedempikčasta polonica Coccinella septempunctata, polonice (Coccinellidae)
      - Corylophidae - LeConte, 1852
      - Cryptophagidae (kriptofagidi) - Kirby, 1937
      - Cucujidae (kukujide) - Latreille, 1802
      - Discolomatidae - Horn, 1878
      - Endomychidae (endomihidi) - Leach, 1815 
        - Merophysiinae, prej Merophysiidae - Seidlitz, 1872

      - Erotylidae (erotilide) - Latreille, 1802
      - Helotidae - Reitter, 1876
      - Hobartiidae - Sen Gupta in Crowson, 1966
      - Kateretidae - Erichson in Agassiz, 1846 (= Brachypteridae. ICZN Op. 1916, 1999).
      - Laemophloeidae - Ganglbauer, 1899
      - Lamingtoniidae - Sen Gupta in Crowson, 1966
      - Languriidae - Crotch , 1873
      - Latridiidae (latridiidi) - Erichson, 1842
      - Monotomidae - Laporte, 1840
        - Rhizophaginae, prej Rhizophagidae - Redtenbacher, 1845

      - Nitidulidae (sijajniki oz. svetini) - Latreille, 1802 Repičar Meligethes aeneus, sijajniki (Nitidulidae)
      - Passandridae - Erichson, 1845
      - Phalacridae - Leach, 1815
      - Phloeostichidae - Reitter, 1911
      - Propalticidae - Crowson, 1952
      - Protocucujidae - Crowson, 1954
      - Silvanidae (silvanide) - Kirby, 1937
      - Smicripidae - Horn, 1879
      - Sphindidae - Jacquelin du Val, 1860

    - Naddružina Curculionoidea (rilčkarji) - Latreille, 1802
      - Anthribidae (glivni rilčkarji oz. antribide) - Billberg, 1820
      - Attelabidae - Billberg, 1820
      - Belidae - Schönherr, 1826
        - Aglycyderinae, prej Aglycyderidae - Wollaston, 1864
        - Oxycoryninae, prej Oxycorynidae - Schönherr, 1840

      - Brentidae (dolgovrati rilčkarji oz. brentide) - Billberg, 1820
        - Apioninae, prej Apionidae - Schönherr, 1823

      - Caridae - Thompson, 1992
      - Curculionidae (pravi rilčkarji) - Latreille, 1802 Grahov obrobkar Sitona lineatus, pravi rilčkarji (Curculionidae)
        - Scolytinae, prej Scolytidae (zalubniki oz. podlubniki, lubadarji in zavrtači) - Latreille, 1807

      - Ithyceridae - Schönherr, 1823
      - Nemonychidae - Bedel, 1882

    - Naddružina Lymexyloidea - Fleming, 1821
      - Lymexylidae (limeksilidi) - Fleming, 1821

    - Naddružina Tenebrionoidea (črnivci) - Latreille, 1802
      - Aderidae - Winkler, 1927
      - Anthicidae (anticidi) - Latreille, 1819
      - Archeocrypticidae - Kaszab, 1964
      - Boridae - C. G. Thomson, 1859
      - Chalcodryidae - Watt, 1974
      - Ciidae - Leach, 1819 (= Cisidae)
      - Melandryidae - Leach, 1815
      - Meloidae (priščnjaki in travnice) - Gyllenhal, 1810 Vijoličasta travnica Meloe violaceus, priščnjaki (Meloidae)
      - Mordellidae (trnarji) - Latreille, 1802
      - Mycetophagidae (micetofagide) - Leach, 1815
      - Mycteridae - Blanchard, 1845 
        - Hemipeplinae, prej Hemipeplidae - Lacordaire, 1854

      - Oedemeridae - Latreille, 1810
      - Perimylopidae - St. George, 1939
      - Prostomidae - C. G. Thomson, 1859
      - Pterogeniidae - Crowson, 1953
      - Pyrochroidae (ognjeni hrošči) - Latreille, 1807 
        - Cononotini ali Cononotidae
        - Pedilinae, prej Pedilidae - Lacordaire, 1859

      - Pythidae - Solier, 1834
      - Ripiphoridae, prej Rhipiphoridae (ripiforidi) - Gemminger in Harold, 1870
      - Salpingidae - Leach, 1815 
        - Elacatini ali Elacatidae
        - Inopeplinae, prej Inopeplidae - Grouvelle, 1908

      - Scraptiidae - Mulsant, 1856
      - Stenotrachelidae - C. G. Thomson, 1859
        - Cephaloinae, prej Cephaloidae - LeConte, 1852

      - Synchroidae - Lacordaire, 1859
      - Tenebrionidae (pravi črnivci) - Latreille, 1802 Mokar Tenebrio molitor, pravi črnivci (Tenebrionidae)
        - Alleculinae, prej Alleculidae - Laporte, 1840
        - Lagriinae, prej Lagriidae (volnati hrošči) - Latreille, 1825
        - Nilionini ali Nilionidae - Lacordaire, 1859
        - Petriini ali Petriidae

      - Tetratomidae - Billberg, 1820
      - Trachelostenidae - Lacordaire,  1859
      - Trictenotomidae - Blanchard, 1845
      - Ulodidae - Pascoe, 1869
      - Zopheridae - Solier, 1834 
        - Colydiinae ali Colydiini, prej Colydiidae - Erichson, 1842
        - Monommatinae ali Monommatini, prej Monommatidae ali Monommidae  - Blanchard, 1845

  - Infrared Elateriformia (elateriformiji) - Crowson, 1960
    - Naddružina Buprestoidea - Leach,  1815 
      - Buprestidae (krasniki) - Leach, 1815 Agrilus viridis, krasniki (Buprestidae)
      - Schizopodidae - LeConte, 1861

    - Naddružina Byrrhoidea - Latreille, 1804
      - Byrrhidae (birhoidi) - Latreille, 1804
      - Callirhipidae - Emden, 1924
      - Chelonariidae - Blanchard, 1845
      - Cneoglossidae - Champion, 1897
      - Dryopidae (krempljati hrošči oz. driopoidi)) - Billberg, 1820
      - Elmidae - Curtis, 1830
      - Eulichadidae - Crowson, 1973
      - Heteroceridae (heteroceridi) - MacLeay, 1825
      - Limnichidae - Erichson, 1846
      - Lutrochidae - Kasap in Crowson, 1975
      - Psephenidae (psefenidi) - Lacordaire, 1854
      - Ptilodactylidae - Laporte, 1836

    - Naddružina Dascilloidea - Guerin-Meneville, 1843
      - Dascillidae - Guérin-Méneville, 1843 (1834)
      - Rhipiceridae - Latreille, 1834

    - Naddružina Elateroidea (pokalice) - Leach, 1815
      - Artematopodidae - Lacordaire, 1857  (= Eurypogonidae)
      - Brachypsectridae - Leconte in Horn, 1883
      - Cantharidae (sneženke ali mehkokrilci) - Imhoff, 1856
      - Cerophytidae - Latreille, 1834
      - Drilidae - Blanchard, 1845
      - Elateridae (prave pokalice ali strune) - Leach, 1815 Ampedus sanguinolentus, pokalice (Elateridae)
        - Cebrioninae, prej Cebrionidae - Latreille, 1802

      - Eucnemidae - Eschscholtz, 1829
      - Lampyridae (kresnice) - Latreille, 1817
      - Lycidae (rdečekrilci oz. licidi) - Laporte, 1836
      - Omalisidae - Lacordaire, 1857
      - Omethidae - LeConte, 1861
      - Phengodidae - LeConte, 1861
      - Plastoceridae - Crowson, 1972
      - Podabrocephalidae - Pic, 1930
      - Rhinorhipidae - Lawrence, 1988
      - Telegeusidae - Leng, 1920
      - Throscidae - Laporte, 1840 (= Trixagidae)

    - Naddružina Scirtoidea - Fleming, 1821
      - Clambidae (klambidi) - Fischer, 1821
      - Decliniidae - Nikitsky et al, 1994
      - Eucinetidae - Lacordaire, 1857
      - Scirtidae - Fleming, 1821 (= Helodidae)

  - Infrared Scarabaeiformia (skarabejformiji) - Crowson, 1960
    - Naddružina Scarabaeoidea (plojkaši oz. pahljačniki) - Latreille, 1802
      - Belohinidae - Paulian, 1959
      - Bolboceratidae - Laporte de Castelnau, 1840
      - Ceratocanthidae - White, 1842 (= Acanthoceridae)
      - Diphyllostomatidae - Holloway, 1972
      - Geotrupidae (veliki govnači) - Latreille, 1802
      - Glaphyridae - MacLeay, 1819
      - Glaresidae - Semjonov-Tjan-Šanski in Medvedev, 1932
      - Hybosoridae - Erichson, 1847Samec velikega rogača (Lucanus cervus), rogači (Lucanidae).
      - Lucanidae (rogači) - Latreille, 1804
      - Ochodaeidae - Mulsant in Rey, 1871
      - Passalidae (trhleninarji) - Leach, 1815
      - Pleocomidae - LeConte, 1861
      - Scarabaeidae (skarabeji) - Latreille, 1802
        - Dynastinae, prej Dynastidae - MacLeay, 1819

      - Trogidae (trogidi) - MacLeay, 1819

  - Infrared Staphyliniformia (stafiliniformiji) - Lameere, 1900
    - Naddružina Hydrophiloidea (potapniki) - Latreille, 1802 
      - Histeridae (prisekančki) - Gyllenhal, 1808
      - Hydrophilidae (pravi potapniki) - Latreille, 1802
        - Georyssinae, prej Georyssidae (georisidi) - Laporte, 1840

      - Sphaeritidae - Schuckard, 1839
      - Synteliidae - Lewis, 1882Tachyporus obtusus, kratkokrilci (Staphylinidae)

    - Naddružina Staphylinoidea (kratkokrilci) - Latreille, 1802 
      - Agyrtidae - C.G. Thomson, 1859
      - Hydraenidae - Mulsant, 1844
      - Leiodidae (leiodidi) - Fleming, 1821 (= Anisotomidae)
        - Platypsyllinae - Ritsema, 1869 ali Leptinidae

      - Ptiliidae (perokrilci) - Erichson, 1845 
        - Cephaloplectinae, prej Limulodidae - Sharp, 1883

      - Scydmaenidae (scidmenidi) - Leach, 1815
      - Silphidae (mrharji) - Latreille, 1807
      - Staphylinidae (pravi kratkokrilci) - Latreille, 1802
        - Scaphidiinae, prej Scaphidiidae - Latreille, 1807
        - Pselaphinae, prej Pselaphidae (pselafidi) - Latreille, 1802